# Psilocerea apicata
Psilocerea apicata là một loài bướm đêm trong họ Geometridae.